# Bahamas nos Jogos Olímpicos de Verão de 2012
As Bahamas competiram nos Jogos Olímpicos de Verão de 2012, que aconteceram na cidade de Londres, no Reino Unido, de 27 de julho até 12 de agosto de 2012.

## Desempenho

### Atletismo
Masculino
| Atleta        | Evento          | Preliminar | Preliminar | Quartas-de-final | Quartas-de-final | Semifinal | Semifinal | Final  | Final   |
| Atleta        | Evento          | Marca      | Posição    | Marca            | Posição          | Marca     | Posição   | Marca  | Posição |
| ------------- | --------------- | ---------- | ---------- | ---------------- | ---------------- | --------- | --------- | ------ | ------- |
| Leevan Sands  | Salto triplo    | 17,17m Q   | 2º         |                  |                  |           |           | 17,19m | 5º      |
| Trevor Barry  | Salto em altura | 2,21m      | 16º        | Não avançou      | Não avançou      |           |           |        |         |
| Donald Thomas | Salto em altura | 2,16m      | 30º        | Não avançou      | Não avançou      |           |           |        |         |

### Natação
Feminino
| Atletas                    | Evento      | Eliminatórias | Eliminatórias | Semifinal | Semifinal | Final       | Final       |
| Atletas                    | Evento      | Tempo         | Posição       | Tempo     | Posição   | Tempo       | Posição     |
| -------------------------- | ----------- | ------------- | ------------- | --------- | --------- | ----------- | ----------- |
| Arianna Vanderpool-Wallace | 50 m livre  | 24s85         | 7º Q          | 24s64     | 6º Q      | 24s69       | 8º          |
| Arianna Vanderpool-Wallace | 100 m livre | 53s73         | 6º Q          | 54s12     | 10º       | Não avançou | Não avançou |